# Каста (раса)
Каста (ісп. Casta) — термін, що іспанською та португальською мовами означає «походження» та історично використовувався як расовий та соціальний ідентифікатор. У контексті Іспанської імперії в Америці цей термін також стосується теоретичної основи, яка постулює, що колоніальне суспільство функціонувало за ієрархічною расовою «кастовою системою». З самого початку колоніальна іспанська Америка призвела до широкого поширення змішаних шлюбів: метисації іспанців (españoles), корінних народів (indios), та африканців (negros). Основними категоріями змішаної раси, що фігурували в офіційній колоніальній документації, були метисами (mestizo), зазвичай нащадок іспанця та корінного жителя; та мулати (mulatto), нащадок іспанця та африканца. У розписах замків XVIII століття використовували безліч термінів для позначення людей зі змішаним іспанським, корінним та африканським походженням, але невідомо, чи були вони широко поширені в Іспанській імперії офіційно чи неофіційно.

## Етимологія
Casta — іберійське слово (існує в іспанській, португальській та інших іберійських мовах з часів Середньовіччя), що означає «родовід». Вперше воно було задокументоване в іспанській мові в 1417 році і пов'язане з протоіндоєвропейським ger. У ранньомодерний період португальське casta дало початок англійському слову caste.

## Використання термінології Каста

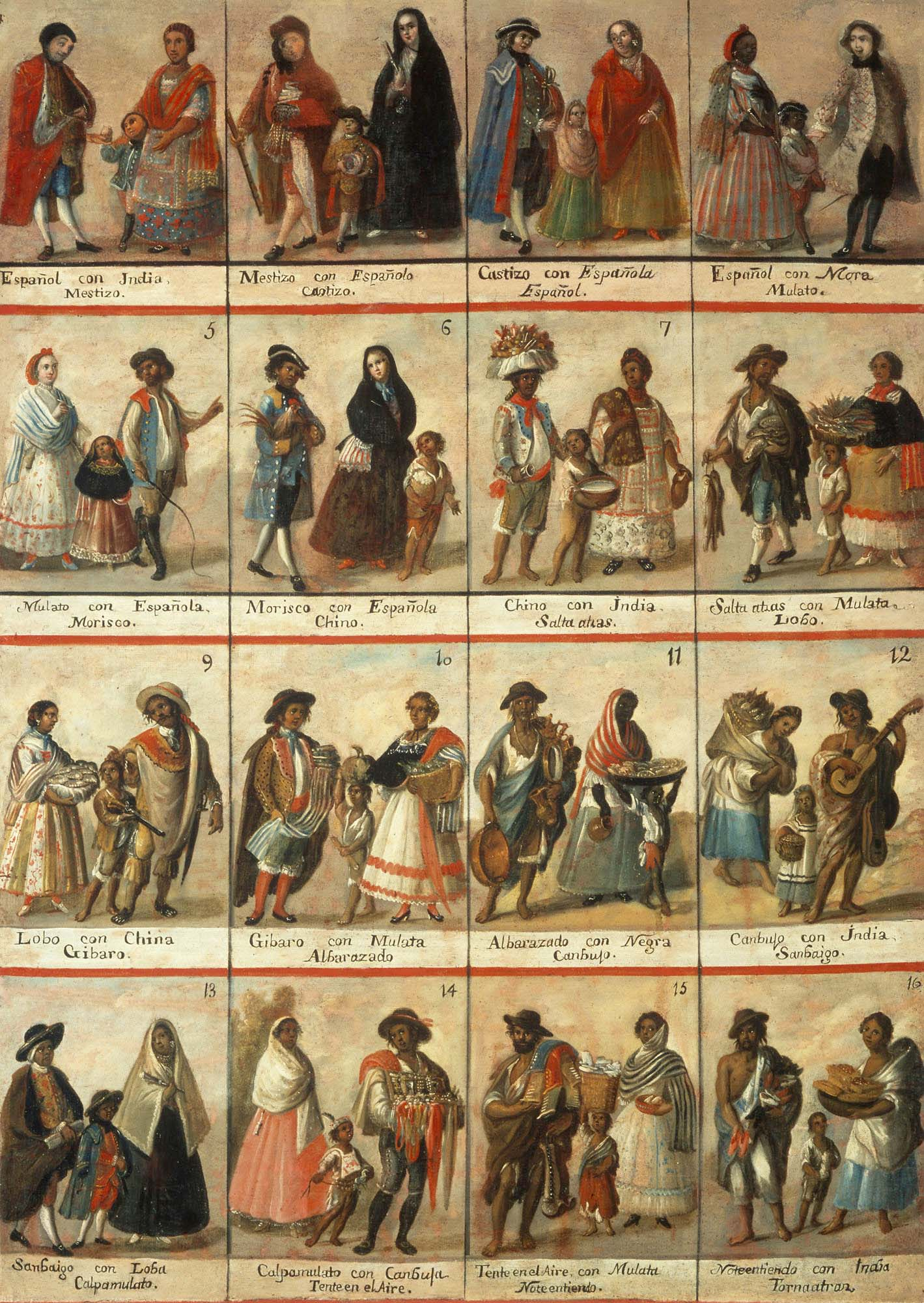
Las castas. Картина «Касти» із зображенням 16 расових груп. Анонім, XVIII століття, полотно, олія, 148×104 см, Національний музей Віррейнато, Тепоцотлан, Мексика

В історичній літературі питання про те, як расові відмінності, ієрархія та соціальний статус функціонували з плином часу в колоніальній Іспанській Америці, є дискусійним і суперечливим. Хоча термін sistema de castas (система каст) або sociedad de castas («суспільство каст») використовується в сучасному історичному аналізі для опису соціальної ієрархії, заснованої на расовій приналежності, де іспанці займають перше місце, архівні дослідження показують, що не було ніякої жорсткої «системи», яка б мала чітко визначене місце для окремих осіб. Скоріше, існувала більш рухлива соціальна структура, де люди могли переходити з однієї категорії в іншу, або зберігати чи отримувати різні ярлики залежно від контексту. У XVIII столітті «картини каста» передбачали фіксовану расову ієрархію, але цей жанр цілком міг бути спробою впорядкувати систему, яка була більш мінливою. «Для колоніальних еліт „картини каста“ цілком могли бути спробою зафіксувати жорсткий поділ за расовою ознакою, навіть коли він зникав у соціальній реальності».
Вивчення реєстрів у колоніальній Мексиці поставило під сумнів інші наративи, яких дотримуються деякі науковці, наприклад, що іспанські іммігранти, які прибули до Мексики, були майже виключно чоловіками, або що «чисті іспанці» були частиною невеликої впливової еліти. Іспанці були найчисленнішою етнічною групою в колоніальних містах, а також чорнороби і бідняки, які мали повністю іспанське походження.
У Новій Іспанії (колоніальній Мексиці) під час Мексиканської війни за незалежність раса та расові відмінності були важливим питанням, а кінець імперського правління мав велику привабливість. Хосе Марія Морелос, якого у хрещенні було зазначено як іспанця, закликав до скасування формальних відмінностей, які імперський режим встановлював між расовими групами, виступаючи за те, щоб «називати їх усіх і кожного американцями». Щоб запобігти заворушенням на етнічному ґрунті, 1810 року Морелос видав розпорядження: «Той, хто підвищує голос, має бути негайно покараний». У 1821 році расові питання стали предметом переговорів, результатом яких став План Ігуали.

## Дебати про «колоніальну кастову систему»
Ступінь, до якого ярлики расових категорій мали правові та соціальні наслідки, є предметом академічних дебатів з тих пір, як ідея «кастової системи» була вперше розроблена польсько-венесуельським філологом Анхелем Розенблатом та мексиканським антропологом Гонсало Агірре Бельтраном у 1940-х роках. Обидва автори популяризували ідею про те, що расовий статус був ключовим організуючим принципом іспанського колоніального правління, теорія, яка стала звичним явищем в англомовному світі протягом другої половини ХХ століття. Однак нещодавні академічні дослідження в Латинській Америці широко оскаржують це поняття, вважаючи його хибним та ідеологічно обґрунтованим переосмисленням колоніального періоду, як показано нижче.
Пілар Гонсальбо у своєму дослідженні La trampa de las castas («Бродяга каст», 2013) відкидає ідею існування «кастової системи» або «кастового суспільства» в Новій Іспанії, що розуміється як «соціальна організація, заснована на расовій приналежності і підтримувана примусовою силою». У своїй роботі вона також стверджує, що певні підсвідомі та зневажливі послання в кастових картинах не були загальним явищем, і що вони почали здійснюватися лише в певних середовищах кріоллських олігархій після реформізму Бурбонів та напливу ідей наукового расизму з ілюстрації в деяких енциклопедичних середовищах колоніальної буржуазії.[джерело?]
Джоанна Раппапорт у своїй книзі про колоніальну Нову Гранаду «Зникаючий метис» відкидає кастову систему як інтерпретаційну рамку того часу, обговорюючи як легітимність моделі, що діяла в усьому колоніальному світі, так і звичний зв'язок між «кастою» і «расою».
Аналогічно, у дослідженні Берти Арес 2015 року про віце-королівство Перу зазначається, що термін «каста» майже не використовувався колоніальною владою, що, за її словами, ставить під сумнів існування «кастової системи». Навіть у XVIII столітті він використовувався рідко і з'явився у формі множини «касти», що характеризується неоднозначним значенням. Це слово не стосувалося конкретно верств населення, які були змішаної раси, але також включало як іспанців, так і корінне населення нижчого соціально-економічного рівня, часто вживалося разом з іншими термінами, такими як plebe, vulgo, naciones, clases, calidades, otras gentes тощо.
Бен Вінсон у своєму дослідженні історичних архівів Мексики, проведеному в 2018 році і присвяченому питанню расового розмаїття в Мексиці та її відносинам з імперською Іспанією, підтвердив ці висновки.
Як показали ретельні архівні дослідження, система, яку часто називають sistema de castas або sociedad de castas, як система фіксованої класифікації осіб насправді не існувала. У суспільстві спостерігалася значна плинність, коли одні й ті самі особи одночасно або з часом могли бути віднесені до різних категорій. Люди самоідентифікували себе за допомогою певних термінів, часто для того, щоб змінити свій статус з однієї категорії на іншу на власну користь. Наприклад, обидва mestizos й іспанці були звільнені від сплати данини, але обидва типи були однаково підвладні інквізиції. Indios з іншого боку, сплачували данину, але були звільнені від інквізиції. У деяких випадках mestizo може спробувати «здатися» indio щоб уникнути інквізиції. Indio може спробувати видати себе за Mestizo уникнути зобов'язань щодо сплати данини.
Картини «Касти», створені переважно в Мексиці XVIII століття, вплинули на сучасне розуміння раси в іспанській Америці, концепції, яка саме в цей час почала проникати в Бурбонську Іспанію з Франції та Північної Європи. Вони нібито демонструють фіксовану «систему» расової ієрархії, яка оскаржується сучасними академічними колами. Ці картини слід оцінювати як створення елітами Нової Іспанії для елітарної аудиторії як на іспанських територіях, так і за кордоном зображень змішання іспанців з іншими етнічними групами, деякі з яких були інтерпретовані як принизливі за своєю природою або такі, що викликають соціальне обурення. Таким чином, вони корисні для розуміння еліти та її ставлення до нееліти, а також досить цінні як ілюстрації аспектів матеріальної культури пізньої колоніальної епохи.
Процес змішування предків шляхом об'єднання людей різних рас відомий у сучасну епоху як mestizaje (порт. mestiçagem [mestʃiˈsaʒẽj], [mɨʃtiˈsaʒɐ̃j]). Зf іспанським колоніальним правом, касти змішаної раси класифікувалися як частина república de españoles а не república de indios, що ставило корінне населення поза межі латиноамериканської сфери з іншими обов'язками та правами, ніж у іспанців та метисів.
Кастову систему ці історики помилково витлумачили б як аналогічну кастам Індії. Враховуючи, що у віце-королівській Іспанській Америці ніколи не існувало закритої системи, заснованої на правах народження, де рівень народжуваності, а отже, і багатство, створювали «кастову систему», яку важко було проникнути; радше, статут Limpieza de sangre (концепція релігійного коріння, а не біологічного чи расового), згідно з якою індіанець та метис, як новий християнин, мав обмеження в доступі до певних професій до повної асиміляції свого навернення до католицизму; але це не завадило його соціальному зростанню, і він навіть отримував захист, який сприяв би його соціальній мобілізації, захист, який мав старий християнин Republica de españoles не користувався б (наприклад, звільненням від усіх податків білих, за винятком данини корінних народів, або звільненням від Святої інквізиції). Тоді поняття «кастового суспільства» або «кастової системи», характерні для колоніального суспільства, були б абсолютно анахронічними формулюваннями і могли б стати частиною іспанської «Чорної легенди». З огляду на це, у роботах, що передували роботам Розенблата та Бельтрана, не можна було знайти згадок про те, що Іспанська імперія була суспільством, заснованим на расовій сегрегації. Ні в Ніколаса Леона, Грегоріо Торреса Кінтеро, Бланшара, ні в Каталозі Еррери та Цицерона (1895), ні в статті «Кастас» у «Словнику історії та географії» (1855), ні в «Політичному есе» Александра фон Гумбольдта про іспано-американські території, які він відвідав під час своїх наукових експедицій. Серед інших робіт, які згадують про існування каст та картин із зображенням каст, не маючи на увазі конотації із сучасним расизмом, який прийшов до Америки після французького Просвітництва.
Це змусило б цих критиків зробити висновок, що ці колоніальні суспільства були скоріше класового типу, що хоча між класом і расою існував зв'язок між класом і расою через касти, він був не причинним, а наслідковим (не будучи самоціллю раси, яка розумілася в іспаномовній традиції як щось суто духовне, а не стільки біологічне). Метою каст була реєстрація ідентичності родів, щоб зареєструвати їх у спільноті іспанців, спільноті індіанців, з отриманими послугами та привілеями, які не порушували б економічного потенціалу індивіда касти, а також не мали на меті формально відокремити їх від владних позицій, але ієрархізувати їх у феодальному суспільстві (що не рівнозначно одному й тому ж, доки їм не перешкоджали піднятися до шляхетства або бути частиною комерційної дрібної буржуазії). Тоді намісницьке суспільство було б суспільством «якісним», становим, корпоративним, патронажним і профспілковим, де кожна соціальна група не була обумовлена расою, і це також не визначало трудові відносини його мешканців. У парафіяльних реєстрах ніколи не було б тенденції до класифікації в такій кількості незліченних змішань, як у кастових таблицях, що було б художнім феноменом, характерним для епохи Просвітництва.
Деякі приклади чорношкірих, мулатів і метисів, які здійснили соціальне сходження, будуть використані як докази проти цих хибних уявлень, наприклад, такі: Хуан Латіно, Хуан Вальєнте, Хуан Гаррідо, Хуан Гарсія, Хуан Бардалес, Себастьян Тораль, Антоніо Перес, Мігель Руїс, Гомес де Леон, Фран Діробе, Хосе Мануель Вальдес, Тереза Хуліана де Санто-Домінго. [Також згадуються імена вождів корінних народів та знатних метисів: Карлос Інка, Інка Гарсіласо де ла Вега, Мануела Таурічумбі Саба Капак Інка, Алонсо де Кастілья Тіту Атаучі Інга, Алонсо де Ареас Флоренція Інка, Гонсало Тлакшуексолотцин, Вісенте Сікохтенкатль, Бартоломе Зітлальпопока, Лоренцо Нахсікскальцин, Донья Луїза Сікотенкатль, Ніколас де Сан-Луїс Монтаньєс, Фернандо де Тапіа, Ізабель Монтесума Текуїчпо Іксаксочітцин, Педро де Моктесума. Також часто згадується королівський указ Філіпа II від 1559 року, в якому прописано, що «метиси, які приїжджають до цих королівств для навчання або для інших корисних для них справ (…) не потребують іншого дозволу на повернення». Документ важливий, оскільки закони не створюються для конкретних випадків, і він показує, що існування численних каст не перешкоджало соціальній мобілізації всередині іспанської монархії, тій самій мобілізації, яка мала бути значною, щоб вимагати уваги королівського указу, присвяченого особі іспанського короля.

## «Чистота крові» та еволюція расової класифікації
Деякі автори намагалися пов'язати касти в Латинській Америці зі старішим іспанським поняттям «чистоти крові», limpieza de sangre, яке виникло в християнській Іспанії для позначення тих, хто не мав недавнього єврейського або мусульманського походження або, в ширшому сенсі, походження від осіб, засуджених іспанською інквізицією за єресь.
Це було безпосередньо пов'язано з релігією та поняттями легітимності, родоводу та честі після відвоювання Іспанією мавританської території, і ступінь, в якому це можна вважати попередником сучасної концепції раси, є предметом академічних дебатів. Інквізиція дозволяла емігрувати до Латинської Америки лише тим іспанцям, які могли довести, що не мають єврейської та мавританської крові, хоча ця заборона часто ігнорувалася, і багато іспанських конкістадорів були євреями-конверсами. Інші, такі як Хуан Вальєнте, були чорношкірими африканцями або мали недавніх мавританських предків.
Як в Іспанії, так і в Новому Світі, конверси, які продовжували таємно сповідувати юдаїзм, піддавалися жорстоким переслідуванням. З приблизно 40 осіб, страчених іспанською інквізицією в Мексиці, значна частина була засуджена за «юдаїзм» (judaizantes). Луїс де Карвахал і де ла Куева був притягнутий до відповідальності Інквізицією за таємне сповідування юдаїзму і зрештою помер у в'язниці.
В іспанській Америці ідея чистоти крові також поширювалася на чорношкірих африканців та корінних американців, оскільки, як іспанці мавританського та єврейського походження, вони не були християнами протягом кількох поколінь і були схильні до підозр у релігійній єресі. На всіх іспанських територіях, включаючи саму Іспанію, докази нечистоти крові мали наслідки для права обіймати посади, вступати до духовенства та емігрувати до заморських територій Іспанії. Необхідність надавати генеалогічні записи для підтвердження чистоти походження дала поштовх до появи торгівлі фальшивими генеалогіями, що вже було поширеною практикою в самій Іспанії.
Це не було перешкодою для шлюбів між іспанцями та корінним населенням, так само як і між старими та новими християнами або різними расовими групами, що співіснували в пізньому середньовіччі та ранньомодерній Іспанії.
Однак, починаючи з кінця XVI століття, деякі дослідження походження класифікували як «бруд» будь-який зв'язок з чорношкірими африканцями («неграми», що призвело до появи «мулатів») і іноді змішання з корінним населенням, що дало початок метисам. Хоча на деяких ілюстраціях того періоду зображені чоловіки африканського походження, одягнені в модний одяг і як аристократи в оточенні вищого класу, ідея, що будь-який натяк на чорне походження був плямою, сформувалася до кінця колоніального періоду, коли в західному світі почав з'являтися біологічний расизм. Ця тенденція була проілюстрована в картинах XVIІІ століття, що зображували расову ієрархію, відомих як картини касти, що призвело до появи в ХХ столітті теорій про існування «кастової системи» в колоніальній Іспанській Америці.
Ідея в Новій Іспанії, що кров корінних жителів або «індіанців» (indio) в родоводі була нечистотою, могла виникнути в результаті зникнення оптимізму перших францисканців щодо створення індіанських священиків, які навчалися в Колегії Санта-Крус-де-Тлателолко, яка припинила свою діяльність в середині XVI століття. Крім того, індіанська знать, яку визнавали іспанські колоністи, втратила своє значення, і офіційних шлюбів між іспанцями та корінними жінками було менше, ніж у перші десятиліття колоніальної епохи. У XVIІ столітті в Новій Іспанії ідеї чистоти крові стали асоціюватися з «іспанським походженням і білим кольором шкіри, але вони почали поєднуватися з соціально-економічними категоріями», так що родовід людини, яка займалася ручною працею, вважався заплямованим через це походження. 
Індіанці в Центральній Мексиці були під впливом ідей чистоти крові з іншого боку. Королівські укази про чистоту крові були підтверджені корінними громадами, які забороняли індіанцям, що мали в своєму родоводі неіндіанців (іспанців та/або чорношкірих), обіймати посади. У корінних громадах «місцевим касикам [правителям] і принципалам надавали низку привілеїв і прав на основі їхнього доіспанського благородного походження та прийняття католицької віри». Корінні шляхтичі подавали докази (probanzas) чистоти своєї крові, щоб підтвердити свої права та привілеї, які поширювалися на них самих та їхні громади. Це підтримувало república de indios, юридичний поділ суспільства, який відокремлював корінних жителів від неіндіанців (república de españoles).

## Класифікації Каста та правові наслідки

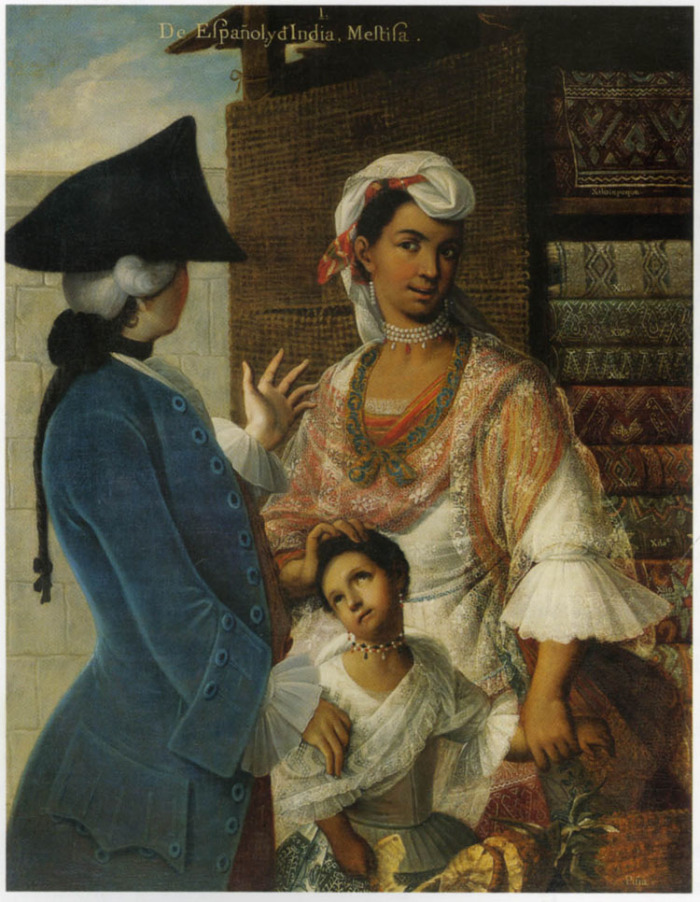
Від іспанця та індіанки, метиска. Мігель Кабрера, 1763 рік

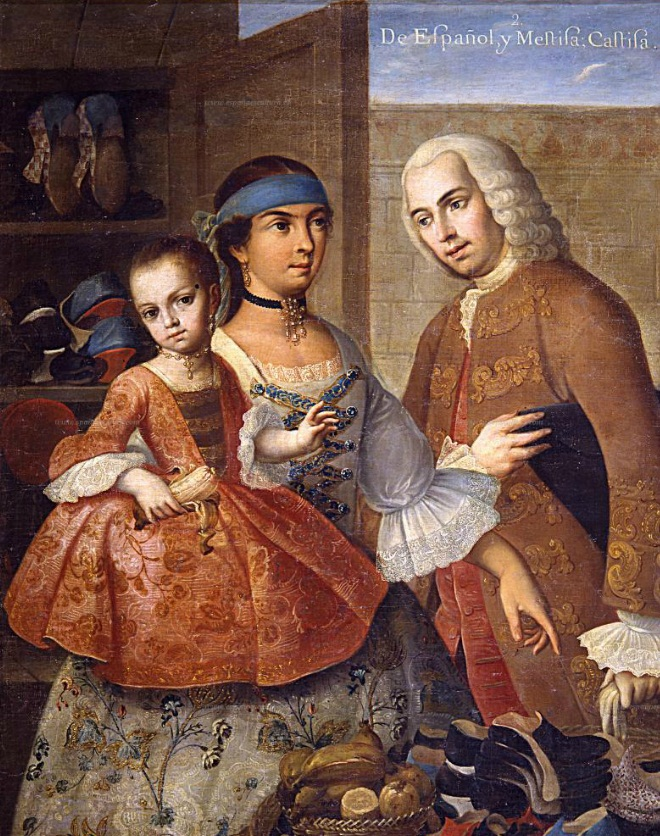
Іспанський (español) батько, мати метиска (мішаного іспансько-індіанського походження) та їхня дочка-кастіза. Мігель Кабрера

В іспанській Америці расові категорії реєструвалися в місцевих парафіях під час хрещення, як того вимагала іспанська корона. В іспанській Америці було чотири етнічні категорії. Вони зазвичай називали різноманітні корінні народи Америки «індіанцями» (indios). Ті, хто походив з Іспанії, називали себе españoles. Третя група — «метиси» (мішаного походження від іспанців та індіанців). Четвертою групою були чорношкірі африканці, яких називали negros (буквально «чорні»), привезених як раби з найдавніших часів Іспанської імперії.
Хоча кількість іспанських жінок, які емігрували до Нової Іспанії, була набагато більшою, ніж часто зображується, їх було менше, ніж чоловіків, а також менше чорношкірих жінок, ніж чоловіків, тому діти змішаного походження від іспанців і чорношкірих людей часто були результатом зв'язків з корінними жінками. Процес змішання рас зараз називається mestizaje, термін, який був введений в сучасну епоху.
У 16 столітті, у міру зростання чисельності, особливо в міських районах, з'явився термін casta — колективна категорія для осіб змішаного походження.
Корона розділила населення своєї заморської імперії на дві категорії, відокремивши індіанців від неіндіанців. Корінні жителі належали до República de Indios, а інші — до República de Españoles, що по суті була іспаномовною спільнотою, до якої належали іспанці, чорношкірі та мулати. Офіційні переписи населення та церковні записи фіксували расову приналежність особи, тому ці джерела можна використовувати для складання діаграм соціально-економічного рівня, моделей проживання та інших важливих даних.
Загальні расові групи мали власний набір привілеїв та обмежень, як законодавчих, так і звичаєвих. Так, наприклад, лише іспанці та корінні жителі, які вважалися корінними народами іспанських володінь, мали визнану аристократію. У населення загалом доступ до соціальних привілеїв, а часом навіть сприйнята та прийнята людиною расова класифікація, переважно визначалися її соціально-економічним становищем у суспільстві.
Офіційні переписи населення та церковні записи містили інформацію про расову приналежність особи, тому ці джерела можна використовувати для складання діаграм соціально-економічних стандартів, моделей проживання та інших важливих даних. Парафіяльні реєстри, де реєструвалися хрещення, шлюби та поховання, мали три основні категорії: español (іспанці), indio та color quebrado («змішаний колір», що вказувало на особу змішаного походження). У деяких парафіях колоніального Мексики індіанці реєструвалися разом з іншими неіспанцями в реєстрі color quebrado. Іспанці та метиси могли бути висвячені на священиків і були звільнені від сплати данини короні. Вільні чорношкірі, корінні жителі та касти змішаного походження були зобов'язані сплачувати данину і не мали права на священство. Статус іспанця або метиса надавав соціальні та фінансові переваги. Чорношкірі чоловіки почали подавати заявки до Королівського та Папського університету Мексики, але в 1688 році єпископ Хуан де Палафокс і Мендоса спробував запобігти їх вступу, розробивши нові правила, що забороняли чорношкірим і мулатам вступати до університету. У 1776 році корона видала Королівську прагматику про шлюб, яка відбирала право затвердження шлюбів у подружжя і передавала його в руки їхніх батьків. Шлюб між Луїзою де Абрего, вільною чорношкірою служницею з Севільї, та Мігелем Родрігесом, білим конкістадором із Сеговії, у 1565 році в Сент-Огастіні (іспанська Флорида) є першим відомим і задокументованим християнським шлюбом на території континентальної частини Сполучених Штатів.
Довгі списки різних термінів, що зустрічаються в розписах каста, не з'являються в офіційній документації або деінде поза цими розписами. Під час переписів населення фіксували лише кількість іспанців, метисів, чорношкірих, мулатів та корінних жителів (indios).

## Картини «Касти» XVIII століття

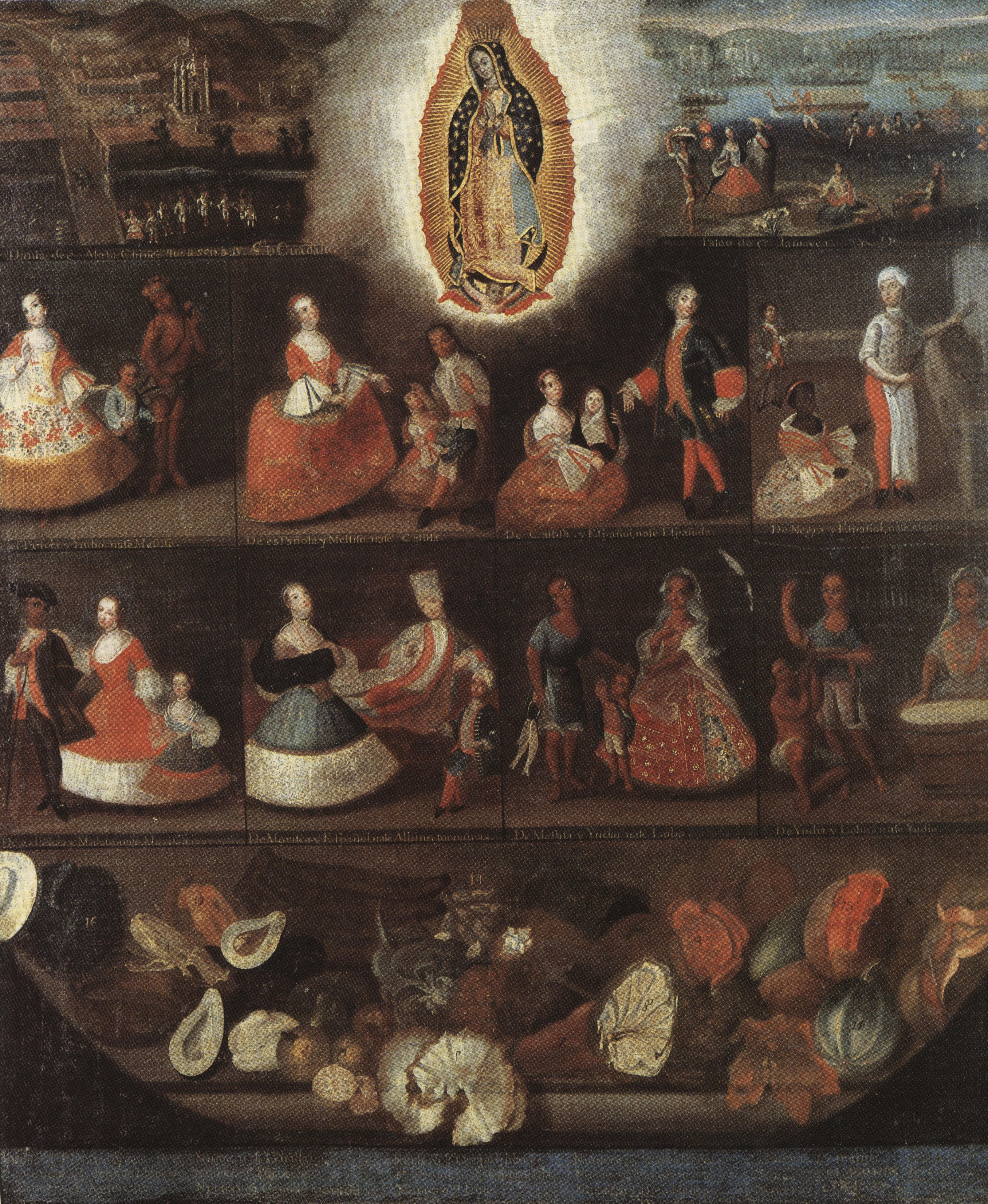
Луїс де Мена, Діва Гваделупська і Касти, 1750 рік. Музей Америки, Мадрид

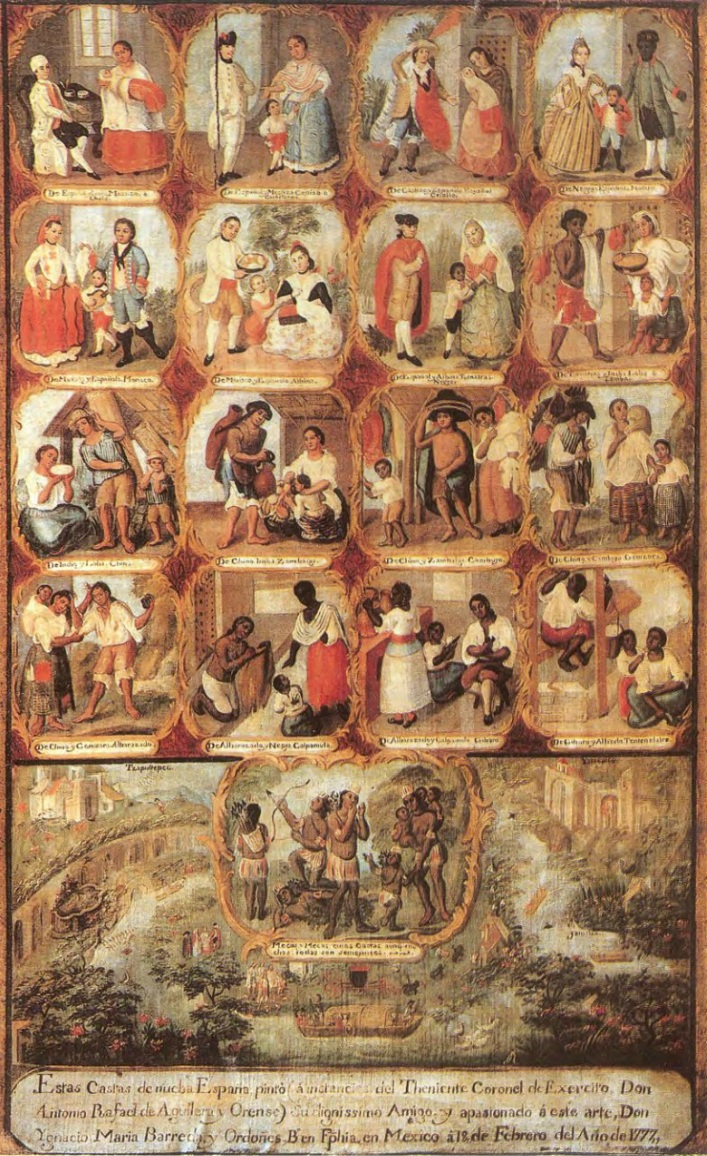
Картина в кастах, на якій зображено 16 ієрархічно впорядкованих змішаних расових угруповань, де indios mecos перебувають поза межами впорядкованого набору «цивілізованого» суспільства. Ігнасіо Марія Барреда, 1777 рік. Королівська академія іспанської мови, Мадрид

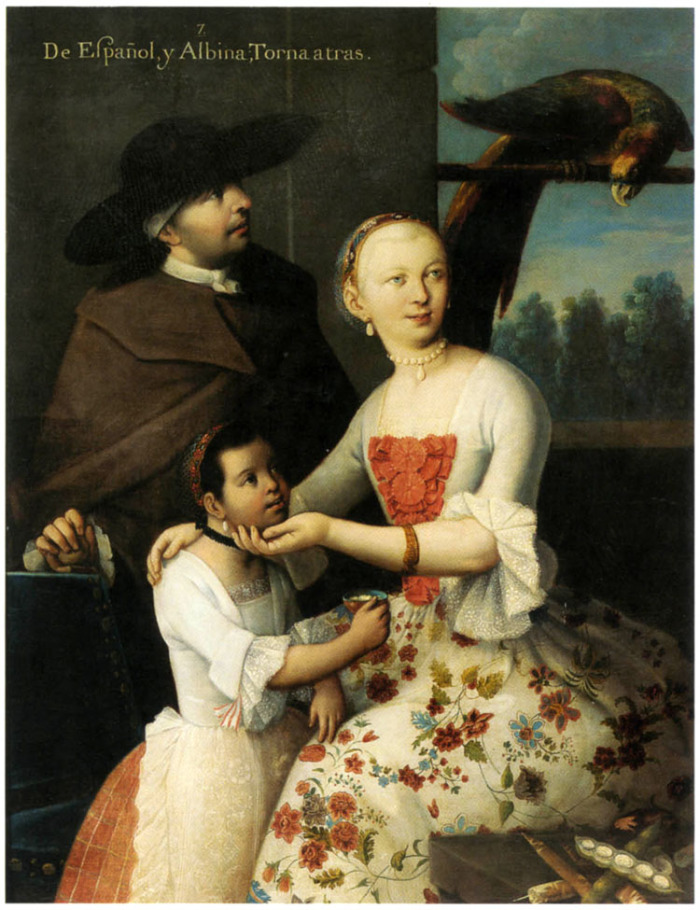
Батько іспанець і мати альбінка, Торна атарас. Мігель Кабрера, Мексика, XVIII століття

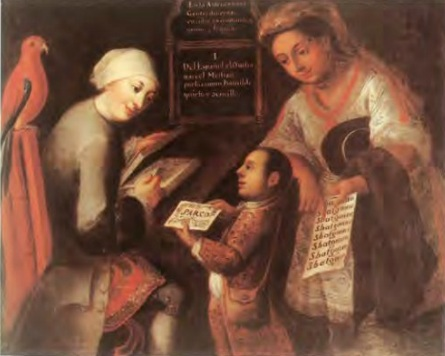
Хосе Хоакін Магон, іспанець + індійка = метис. І. «Народжений від іспанця та індіанки — метис, який зазвичай скромний, спокійний і прямолінійний». Музей антропології, Мадрид. 115 х 141 см

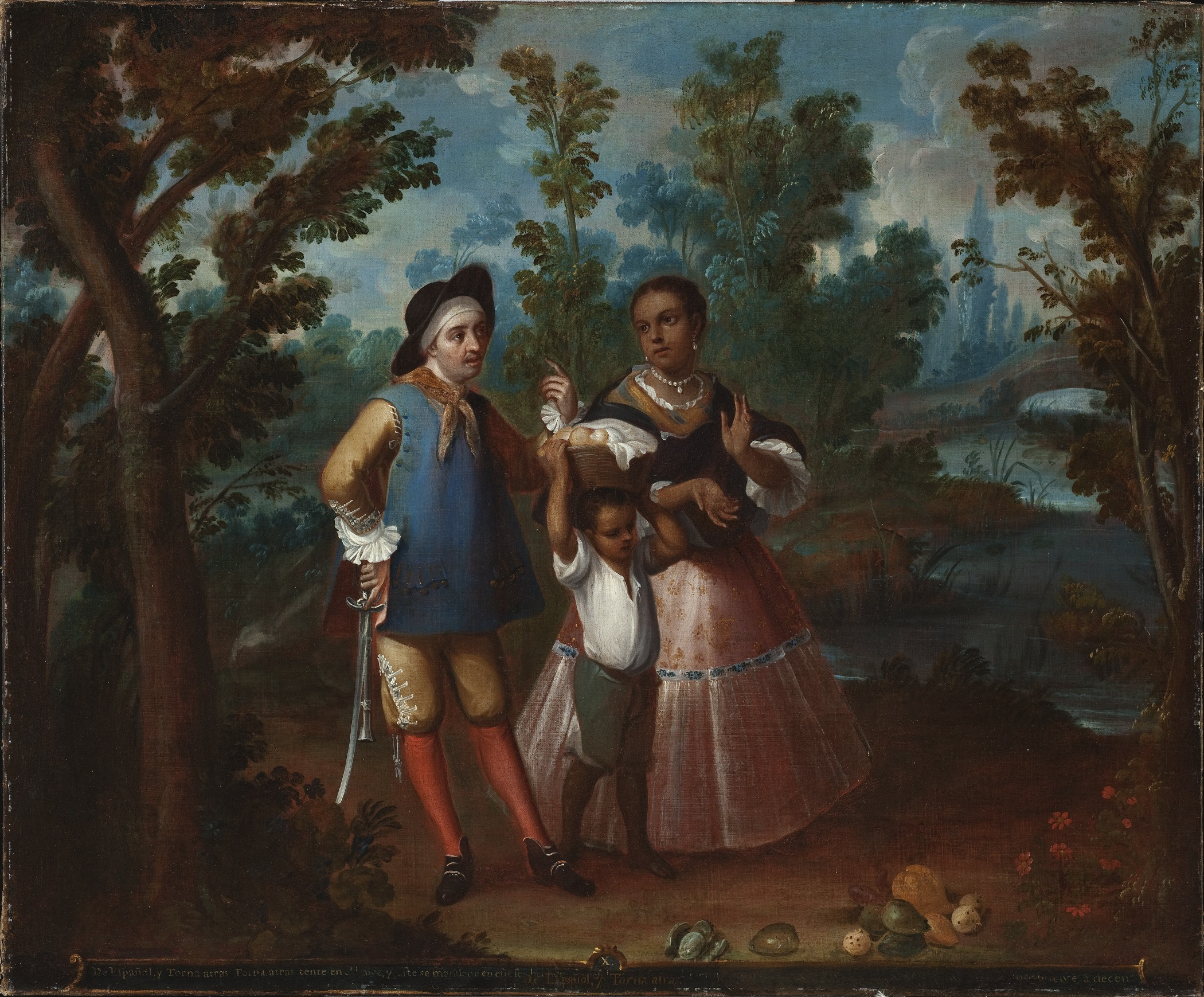
Іспанський батько, мати Torna atrás, потомство Tente en el aire («ширяє в повітрі»)

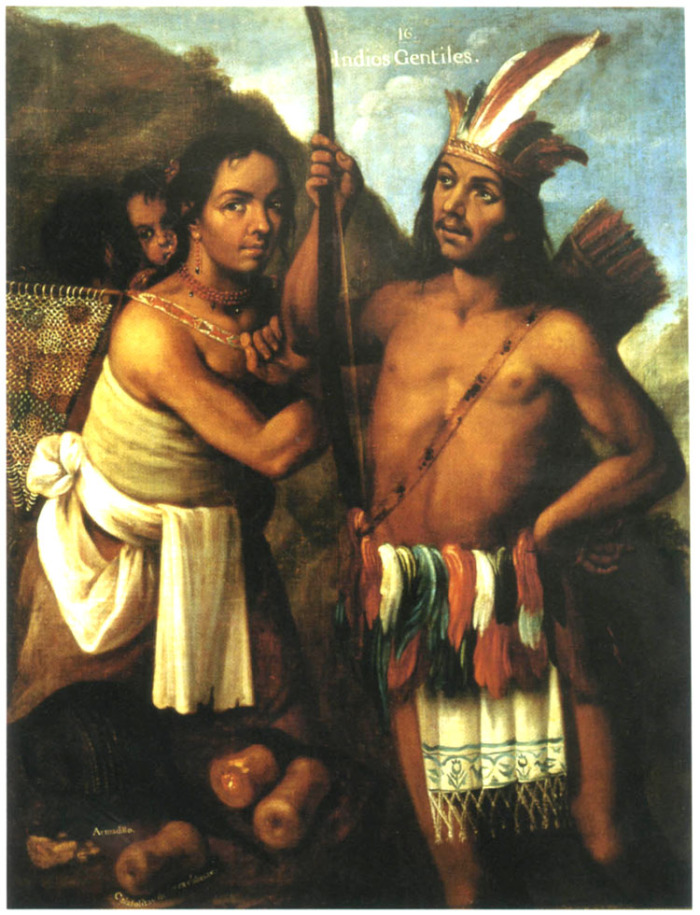
Індіанські язичники. Мігель Кабрера

Твори мистецтва, створені переважно в Мексиці XVIII століття, мають на меті показати змішання рас як ієрархію. Ці картини мали величезний вплив на те, як науковці підходили до питання відмінностей у колоніальну епоху, але їх не слід сприймати як остаточний опис расових відмінностей. Приблизно протягом століття картини «Касти» створювалися елітними художниками для елітної аудиторії. [Їх перестали створювати після здобуття Мексикою незалежності у 1821 році, коли було скасовано позначення каст. Переважна більшість картин каста була створена в Мексиці різними художниками, з однією групою полотен, чітко ідентифікованою для Перу XVIII століття. У колоніальну епоху художники створювали переважно релігійне мистецтво та портрети, але у XVIII столітті картини «Касти» виникли як цілком світський жанр мистецтва. Винятком є картина Луїса де Мена, єдине полотно з центральною фігурою Діви Марії Гваделупської та безліччю груп каст. Більшість наборів картин «Касти» складається з 16 окремих полотен, але деякі з них, такі як Мена, Ігнасіо Марія Барреда та анонімна картина в Музеї Віррейнато в Тепозотлані, Мексика, часто відтворюються як зразки жанру, ймовірно, тому, що їхня композиція дає єдиний, чіткий образ расової класифікації (з точки зору еліти).
Незрозуміло, чому картини «Касти» виникли як жанр, чому вони стали таким популярним жанром мистецтва, хто їх замовляв і хто їх колекціонував. Один вчений припускає, що їх можна розглядати як «горде відображення місцевого» у той момент, коли іспанці, що народилися в Америці, почали чіткіше ідентифікувати себе зі своїм місцем народження, а не з метрополією Іспанії. Картини з одного полотна цілком могли бути цікавинкою або сувеніром для іспанців, які везли їх додому в Іспанію; дві найчастіше відтворювані картини з касти — Мена і Барреда — знаходяться в мадридських музеях. Існує лише один набір розписів касти, точно виконаний у Перу, на замовлення віце-короля Мануеля Амат-і-Хуньєнта (1770), і відправлений до Іспанії для кабінету природничої історії принца Астурійського.
Вплив європейського Просвітництва на Іспанську імперію призвів до зацікавленості в упорядкуванні знань та науковому описі, що могло призвести до замовлення багатьох серій картин, які документують расові комбінації, що існували на іспанських територіях в Америці. Багато наборів цих картин досі існують (близько ста повних наборів у музеях і приватних колекціях та ще більше окремих картин), різної художньої якості, зазвичай вони складаються з шістнадцяти картин, що представляють стільки ж расових комбінацій. Слід підкреслити, що ці картини відображали погляди економічно заможного кріольського суспільства та офіційної влади, але не всі кріоли були задоволені картинами в кастах. Один з них зауважив, що вони показують «те, що нам шкодить, а не те, що приносить користь, те, що нас ганьбить, а не те, що нас ушляхетнює». Багато картин знаходяться в Іспанії у великих музеях, але багато з них залишаються в приватних колекціях у Мексиці, можливо, на замовлення і зберігаються тому, що вони відображають характер пізньоколоніальної Мексики і є предметом гордості.
Деякі з найдавніших ідентифікованих картин «Касти» були написані прибл. 1715 Хуаном Родрігесом Хуаресом за дорученням віце-короля Нової Іспанії Фернандо де Аленкастре, 1-го герцога Лінареса, який був зацікавлений у розмежуванні расових категорій.:28 Їм передували чотири картини Мануеля де Арельяно 1711 року, на яких зображено невстановлену молоду жінку змішаної раси та корінних чоловіків і жінок чичимеків, яких можна вважати попередниками жанру живопису «Касти».:94 fn24

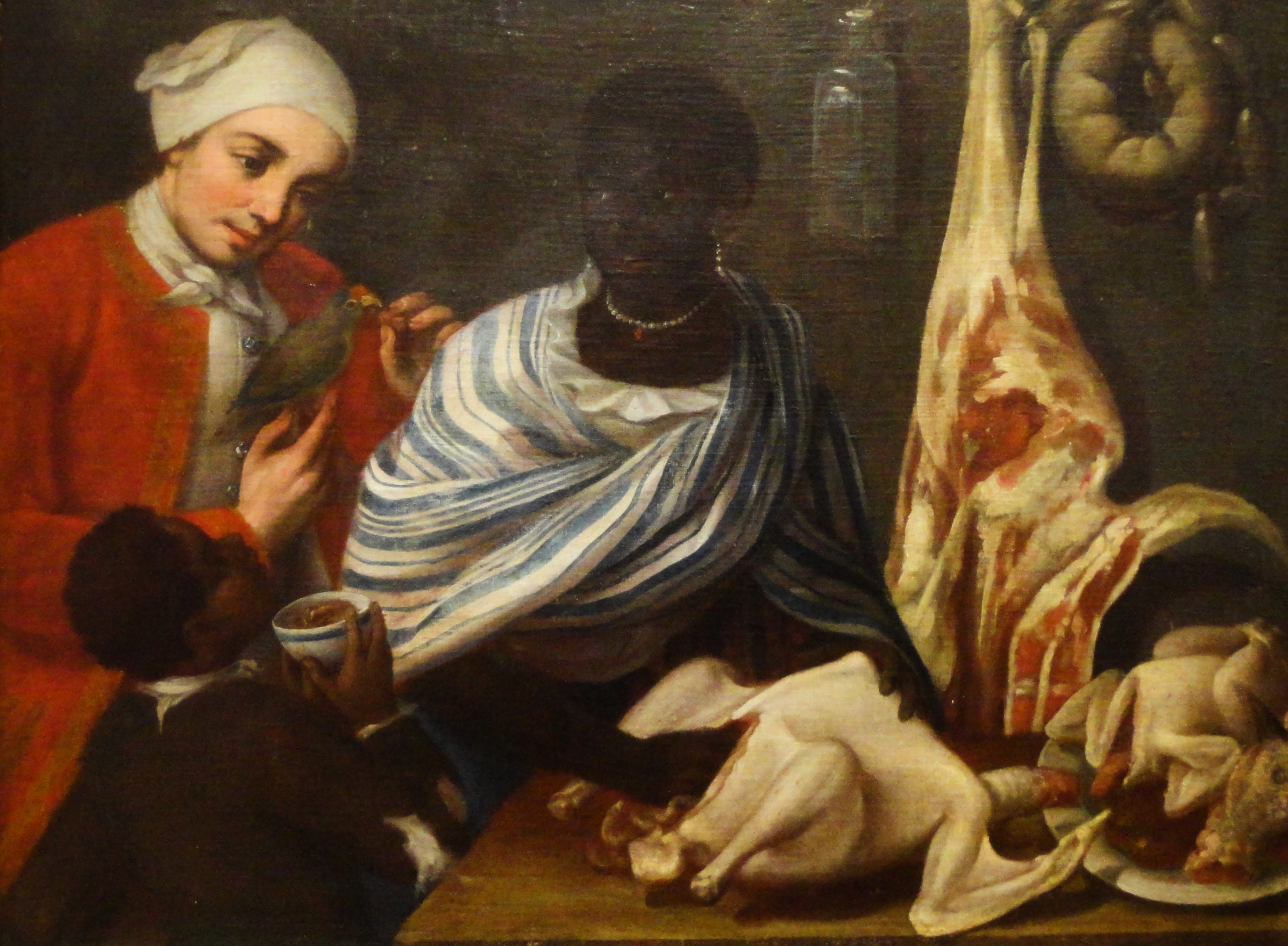
Чорна та іспанець, виходить мулат

Деякі з найкращих гпуп картин були виконані видатними мексиканськими художниками, такими як Хосе де Альсібар, Мігель Кабрера, Хосе де Ібарра, Хосе Хоакін Магон (який намалював два набори); Хуан Патрісіо Морлете Руїс, Хосе де Паес та Хуан Родрігес Хуарес. Один з наборів Магона містить опис «характеру та моральних якостей» його підданих. Ці художники працювали разом у гільдіях живопису Нової Іспанії. Вони були важливими художниками перехідного періоду в живописі замків XVIII століття. Щонайменше один іспанець, Франсіско Клапера, також зробив свій внесок у жанр каста. Загалом, про більшість художників, які підписували свої роботи, відомо небагато; більшість картин у кастах не підписані.
Деякі автори інтерпретували загальну тему цих картин як таку, що представляє «вищість іспанців», можливість того, що змішання іспанців та іспано-індіанських нащадків можуть повернутися до статусу іспанців через шлюб з іспанцями впродовж поколінь, що можна вважати «відновленням расової чистоти» або «расовим виправленням», що візуально спостерігалося в багатьох наборах картин «Касти». Це також було сформульовано відвідувачем Мексики, доном Педро Алонсо О'Краулі, у 1774 році: «Якщо змішана кров є нащадком іспанця та індіанця, стигма [змішання рас] зникає на третьому етапі походження, оскільки вважається закономірним, що іспанець та індіанка породжують метиса; метис та іспанець — кастиса; а кастис та іспанець — іспанця. Домішка індіанської крові насправді не повинна розглядатися як вада, оскільки положення закону дають індіанцеві все, що він може побажати, а Філіп II надав метисам привілей ставати священиками. На цьому міркуванні ґрунтується загальна оцінка походження від союзу індіанця і європейця або креольського іспанця».
О'Краулі каже, що такий самий процес відновлення расової чистоти не відбувається протягом поколінь для нащадків європейців та африканців, які одружуються з білими: «Від союзу іспанця та негритянки змішана кров зберігає стигму протягом поколінь, не втрачаючи первинної якості мулата». Картини «Касти» демонструють зростаюче збілювання шкіри протягом поколінь зі змішанням іспанців та африканців. Ця послідовність відображає появу потомства іспанця + негритянки (мулата); іспанця з мулаткою (мориско); іспанця з мориско (альбіна - расова категорія, що походить від Alba, «білий»); іспанця з альбіною, Torna atrás або «відкинутим» чорношкірим. Негр, мулат і мориско — ярлики, що зустрічаються в документації колоніальної епохи, але «альбіна» і «торна атрас» існують лише як досить стандартні категорії в розписах каст.
На противагу цьому, змішання індіанців та іспанців з чорношкірим населенням призвело до незліченної кількості комбінацій, для опису яких використовувалися «вигадливі терміни». Замість того, щоб привести до нового расового типу або рівноваги, вони призвели до очевидного безладу. Такі терміни, як вищезгадані tente en el aire («ширяння в повітрі») і no te entiendo («я вас не розумію») — та інші, засновані на термінах, що використовуються для позначення тварин: койот і лобо (вовк).
Castas визначали себе по-різному, і те, як вони були записані в офіційних документах, було процесом переговорів між кастою та особою, яка створювала документ, чи то свідоцтво про народження, свідоцтво про шлюб, чи то свідчення в суді. У реальному житті багато представників касти були віднесені до різних расових категорій у різних документах, що свідчить про гнучкий характер расової ідентичності в колоніальному іспано-американському суспільстві.
Деякі картини зображували нібито «вроджений» характер і якості людей, зумовлені їхнім народженням та етнічним походженням. Наприклад, за однією картиною Хосе Хоакіна Магона, метис (суміш індіанця та іспанця) вважався загалом покірним, спокійним і прямолінійним; в той час як інша картина стверджує, що «від лобо та індіанки народжується камбухо, зазвичай повільний, лінивий і громіздкий». Зрештою, розписи каста нагадують про колоніальні упередження в сучасній історії людства, які пов'язували кастове/етнічне суспільство за походженням, кольором шкіри, соціальним статусом і місцем народження.
Часто на розписах каста зображували товари з Латинської Америки, такі як пульке, ферментований алкогольний напій нижчих класів. Художники зображували інтерпретації пульке, які приписувалися певним кастам.
Indias на розписах каста зображені як партнери іспанців, чорношкірих і каста, а отже, як частина іспаномовного суспільства. Але на деяких картинах «Касти» вони також зображені окремо від «цивілізованого суспільства», як, наприклад, на картині Мігеля Кабрера Indios Gentiles, або indios bárbaros чи Chichimecas — ледь одягнені індіанці в дикому середовищі. На картині Хосе Марії Барреди, написаній на одному полотні, зображено канонічні 16 груп каста, а внизу, в окремій клітинці, — Mecos. Хоча так звані «індіанці-варвари» (indios bárbaros) були запеклими воїнами на конях, індіанці на картинах каста зображені не войовничими, а слабкими — троп, що розвинувся в колоніальну епоху. На картині Луїса де Мена «Касти», яку часто відтворюють як зразок жанру, зображена незвичайна пара: бліда, добре вбрана іспанка в парі з майже голим індіанцем, які народжують потомство метисів. «Аберрантне поєднання не лише висміює соціальний протокол, але й, здається, підкреслює штучність кастової системи, яка претендує на обмеження соціальної плинності та економічної мобільності». Зображення «здалося б відверто химерним і образливим креольським елітам XVIII століття, якщо сприймати його буквально», але якщо розглядати цю пару як алегоричні фігури, то іспанка уособлює «Європу», а індіанець — «Америку». Образ «функціонує як алегорія процесу „цивілізації“ та християнізації».

### Зразки картин із зображенням Касти
Тут представлено списки каст із трьох наборів картин. Зверніть увагу, що вони узгоджуються лише щодо перших п'яти комбінацій, які, по суті, є індійсько-білими. Однак немає згоди щодо чорношкірих сумішей. Крім того, жоден список не слід сприймати як «авторитетний». Ці терміни варіювалися від регіону до регіону і в різні періоди часу. Наведені тут списки, ймовірно, відображають імена, які знав або яким надавав перевагу художник, або ті, які просив намалювати меценат, або ж комбінацію обох імен.
| Мігель Кабрера, 1763 | Андрес де Іслас, 1774 | Анонім (Музей віце-королівства) |  |
| 1. De Español y d'India; Mestiza 2. De español y Mestiza, Castiza 3. De Español y Castiza, Español 4. De Español y Negra, Mulata 5. De Español y Mulata; Morisca 6. De Español y Morisca; Albina 7. De Español y Albina; Torna atrás 8. De Español y Torna atrás; Tente en el aire 9. De Negro y d'India, China cambuja. 10. De Chino cambujo y d'India; Loba 11. De Lobo y d'India, Albarazado 12. De Albarazado y Mestiza, Barcino 13. De Indio y Barcina; Zambuigua 14. De Castizo y Mestiza; Chamizo 15. De Mestizo y d'India; Coyote 16. Indios gentiles (Heathen Indians) | 1. De Español e India, nace Mestizo 2. De Español y Mestiza, nace Castizo 3. De Castizo y Española, nace Española 4. De Español y Negra, nace Mulata 5. De Español y Mulata, nace Morisco 6. De Español y Morisca, nace Albino 7. De Español y Albina, nace Torna atrás 8. De Indio y Negra, nace Lobo 9. De Indio y Mestiza, nace Coyote 10. De Lobo y Negra, nace Chino 11. De Chino e India, nace Cambujo 12. De Cambujo e India, nace Tente en el aire 13. De Tente en el aire y Mulata, nace Albarazado 14. De Albarazado e India, nace Barcino 15. De Barcino y Cambuja, nace Calpamulato 16. Indios Mecos bárbaros (Barbarian Meco Indians) | 1. Español con India, Mestizo 2. Mestizo con Española, Castizo 3. Castiza con Español, Española 4. Español con Negra, Mulato 5. Mulato con Española, Morisca 6. Morisco con Española, Chino 7. Chino con India, Salta atrás 8. Salta atras con Mulata, Lobo 9. Lobo con China, Gíbaro (Jíbaro) 10. Gíbaro con Mulata, Albarazado 11. Albarazado con Negra, Cambujo 12. Cambujo con India, Sambiaga (Zambiaga) 13. Sambiago con Loba, Calpamulato 14. Calpamulto con Cambuja, Tente en el aire 15. Tente en el aire con Mulata, No te entiendo 16. No te entiendo con India, Torna atrás |  |

### Картини «Касти»

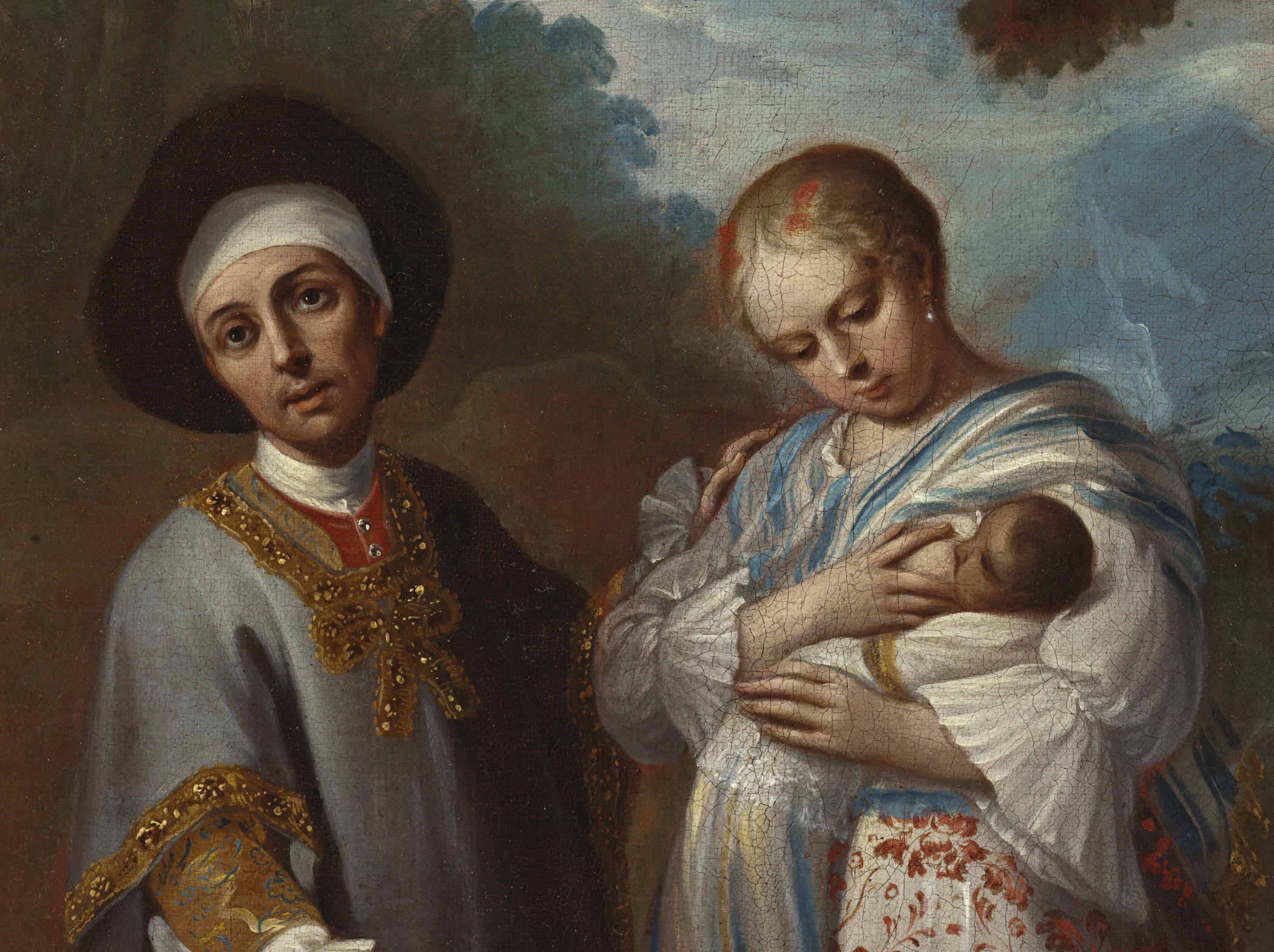
De español, Alvina, Torna atrás (обрізана), прибл. 1760. Хуан Патрісіо Морлете Руїс .
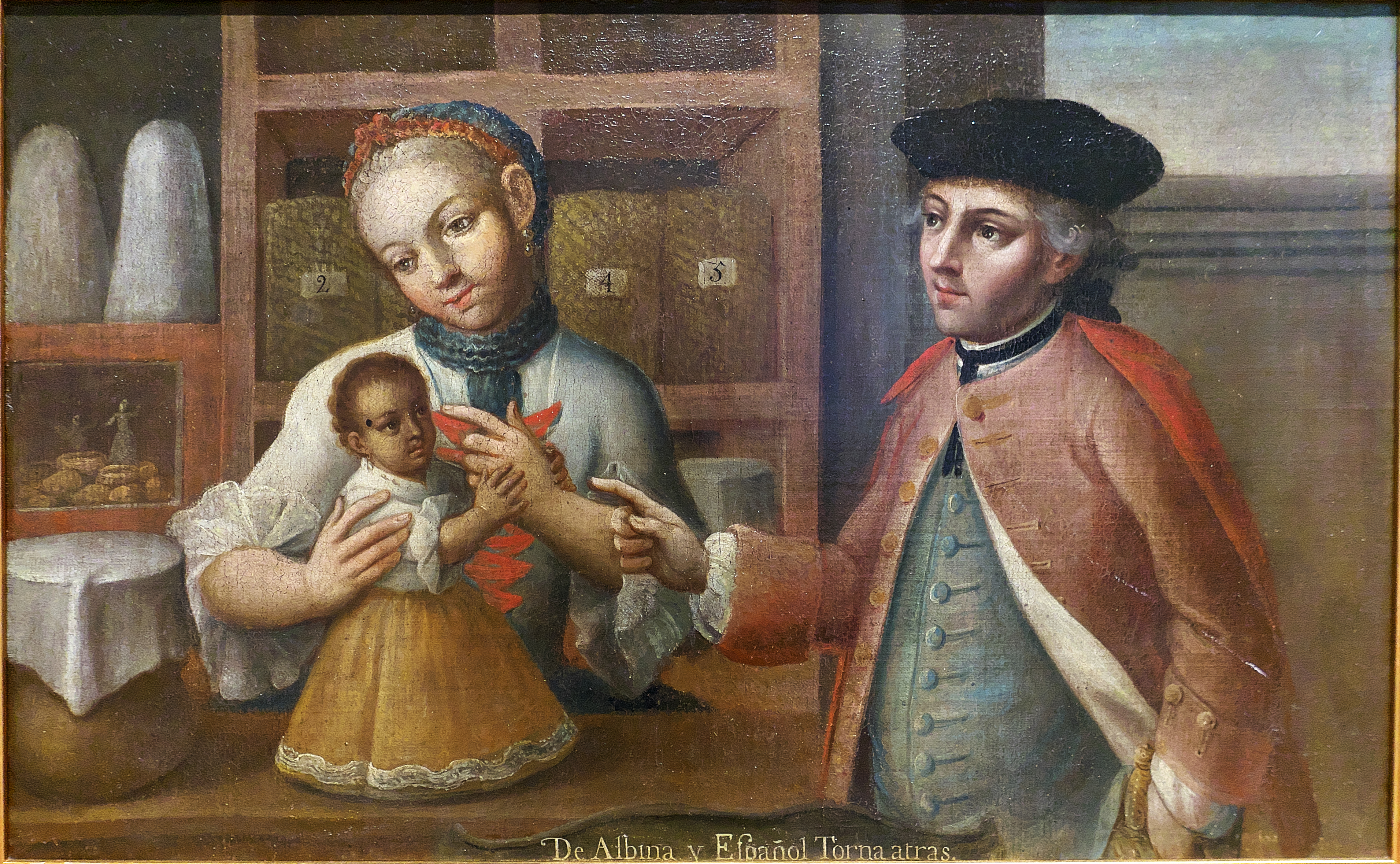
De Albina y Español, Torna atrás, прибл. 1750. Хуан Патрісіо Морлете Руїс (приписується).
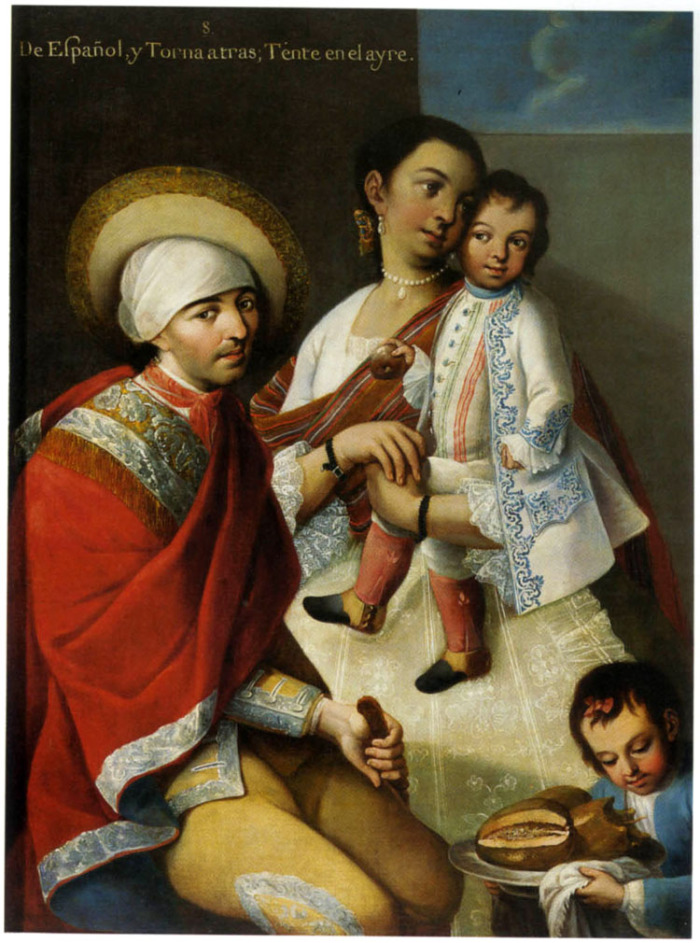
Іспанець і Torna atrás, Tente en el aire, 1763. Мігель Кабрера.
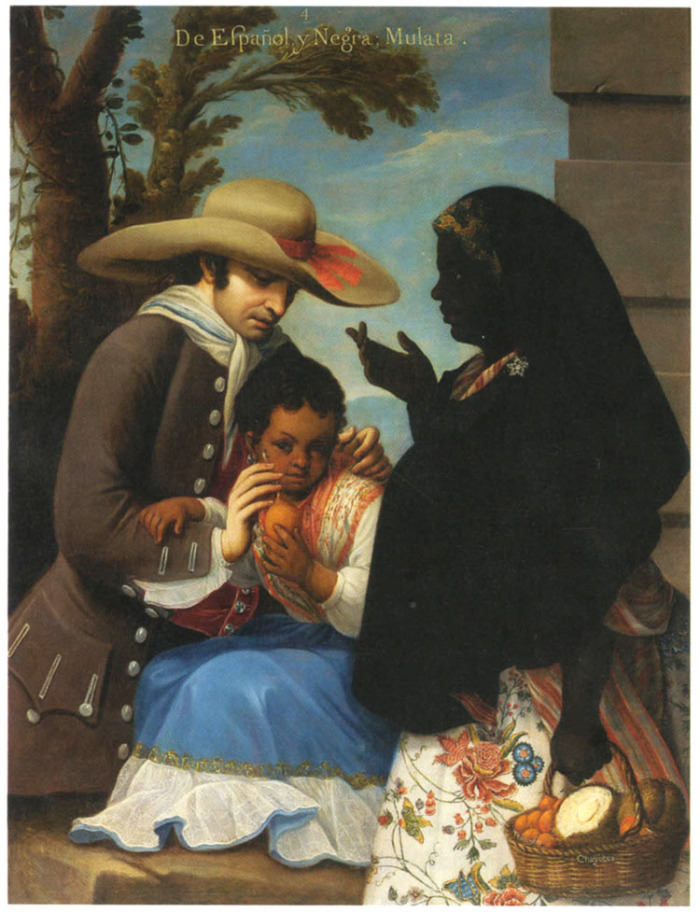
Іспанець + Негритянка, мулат, 1763. Мігель Кабрера.
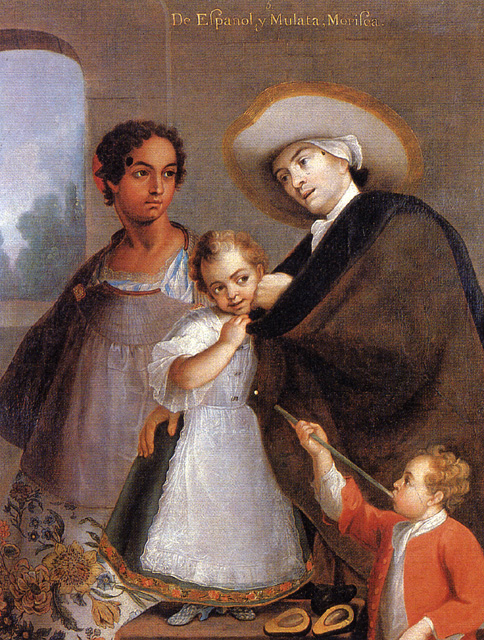
De español y mulata, morisca, 1763. Мігель Кабрера.
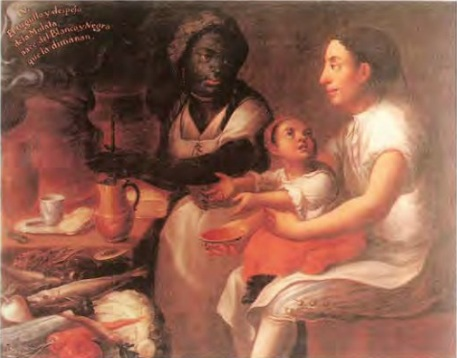
Мулата «Гордість і легкість мулатки походять від білого та чорного, що її походять». прибл. 1780, Хосе Хоакін Магон.
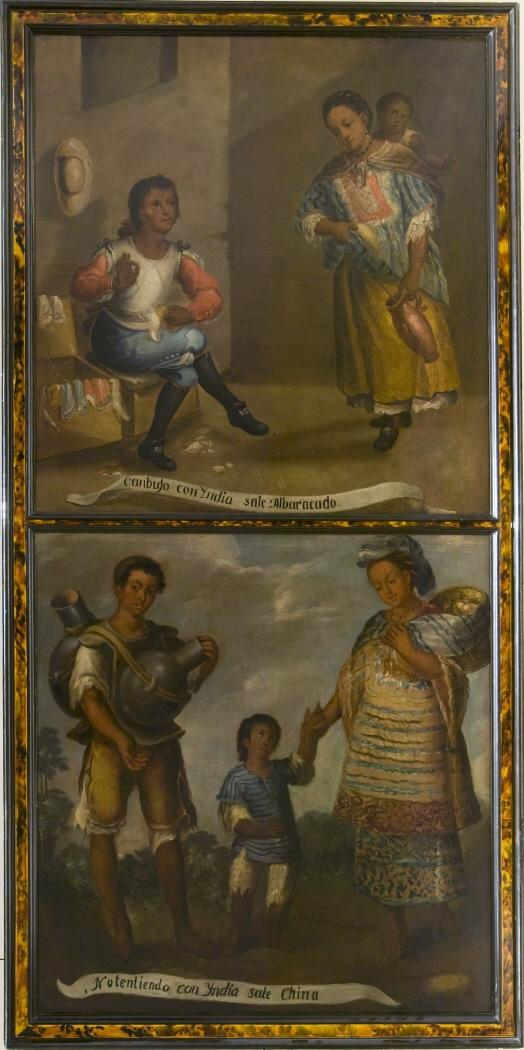
Canbujo con Yndia sale Albaracado / Notentiendo con Yndia sale China, прибл. 1775 Луїс Берруеко
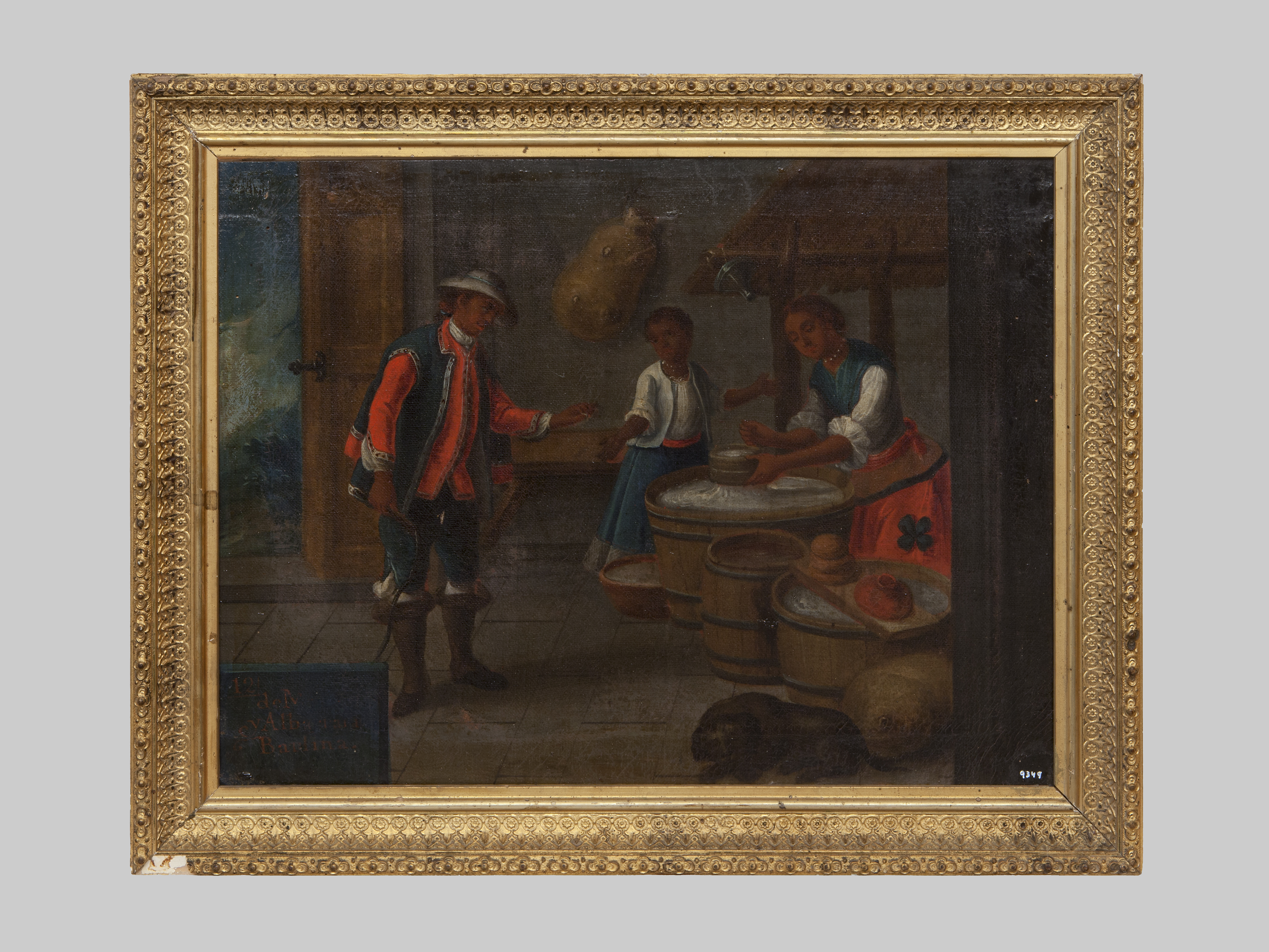
De Mestizo y Albarazada, Barsina, прибл. 1799 Невідомий.
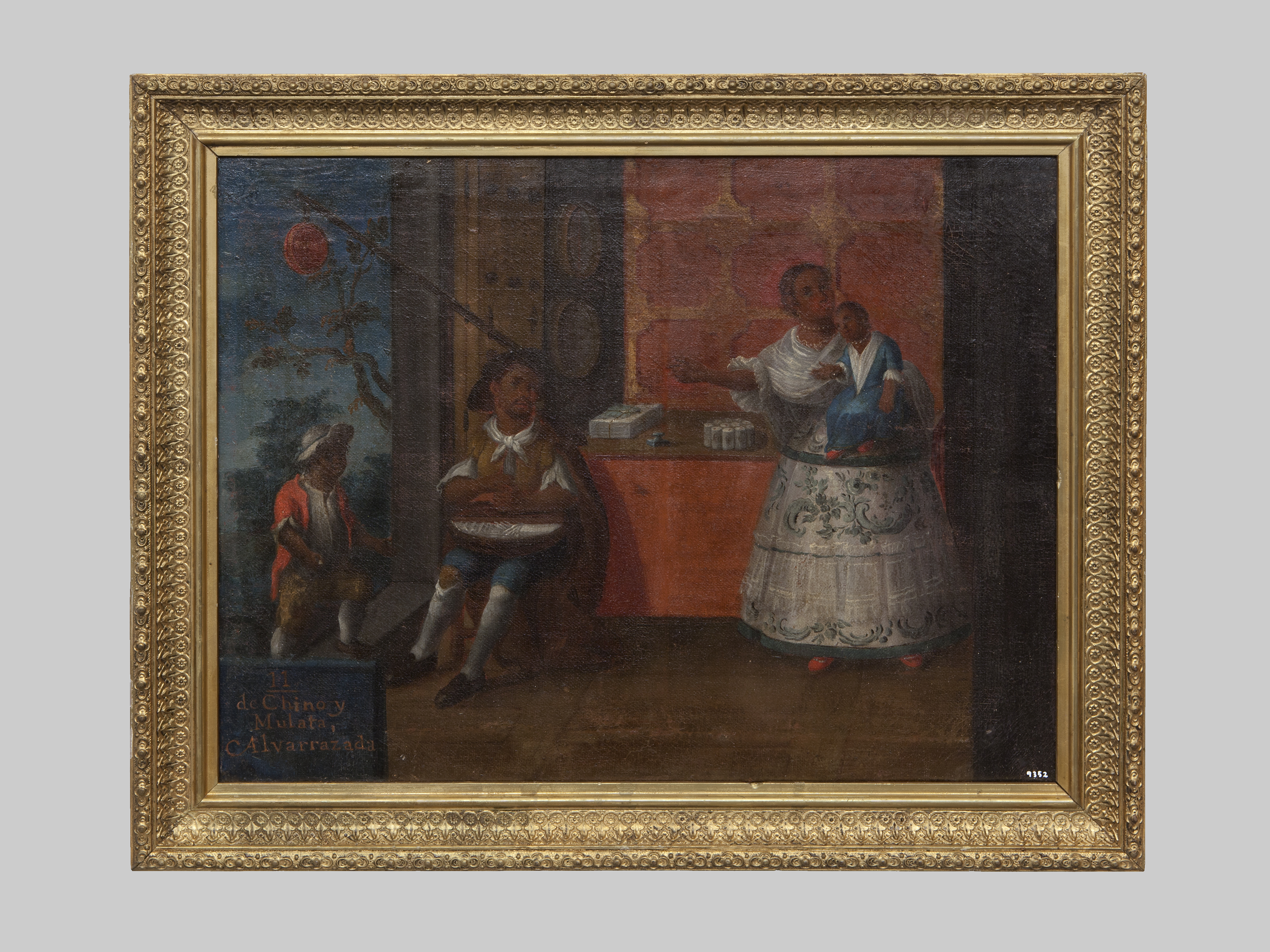
De Chino y Mulata, Alvarazada, прибл. 1799 Невідомий.
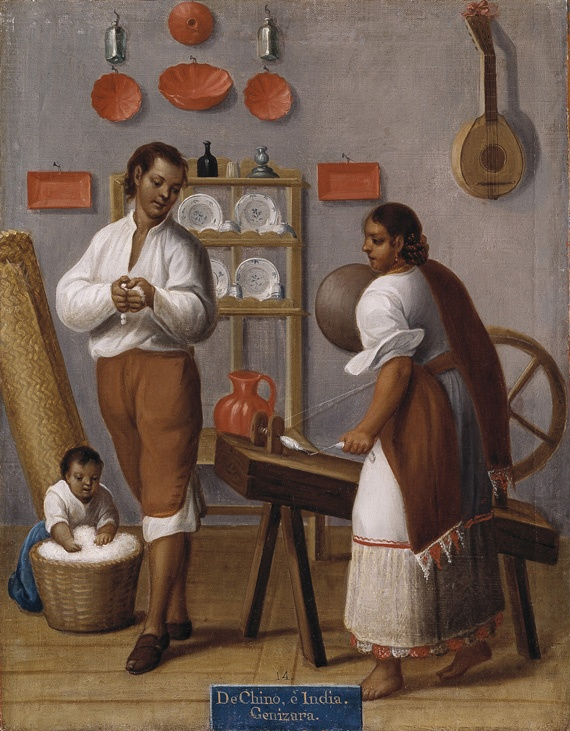
De Chino, e India. Genizara, прибл. 1775 Франсіско Клапера
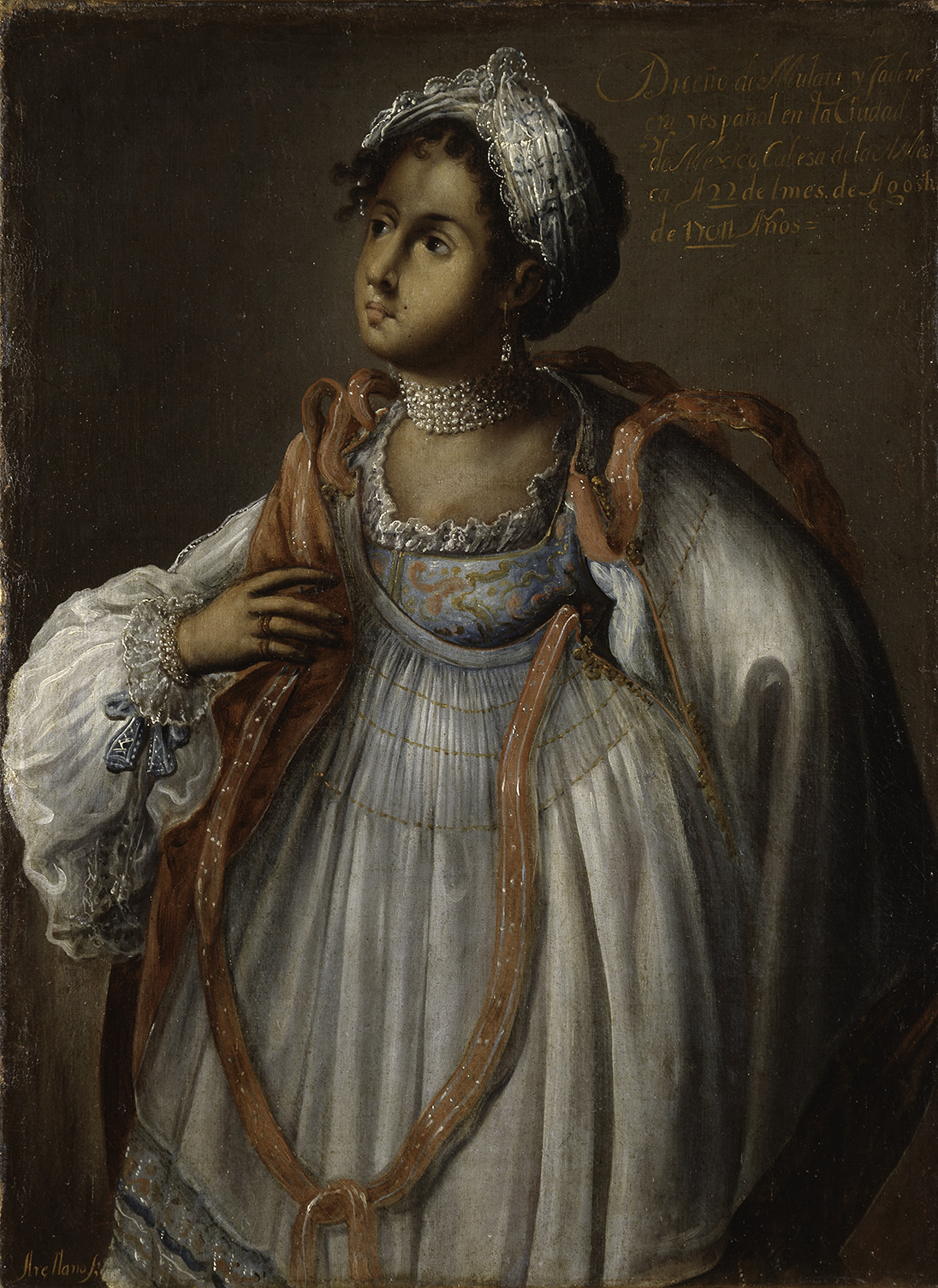
Diceño de Mulata (1711). Мануель де Арельяно

### Цитовані роботи
- Cline, Sarah (1 серпня 2015). Guadalupe and the Castas. Mexican Studies/Estudios Mexicanos. 31 (2): 218—247. doi:10.1525/mex.2015.31.2.218. S2CID 7995543.
- Donahue-Wallace, Kelly (2008). Art and Architecture of Viceregal Latin America, 1521-1821. Albuquerque: University of New Mexico Press.
- Katzew, Ilona (2004). Casta Painting: Images of Race in Eighteenth-Century Mexico. New Haven: Yale University Press. ISBN 978-0-300-10971-9.
- Martinez, María Elena (2008). Genealogical Fictions: Limpieza de Sangre, Religion, and Gender in Colonial Mexico. Stanford: Stanford University Press.
- Rappaport, Joanne (4 квітня 2014). The Disappearing Mestizo: Configuring Difference in the Colonial Kingdom of New Granada. Durham: Duke University Press. ISBN 978-0822356363.

## Додаткова інформація

### Раса та суміш рас
- Althouse, Aaron P. (October 2005). Contested Mestizos, Alleged Mulattos: Racial Identity and Caste Hierarchy in Eighteenth Century Pátzcuaro, Mexico. The Americas. 62 (2): 151—175. doi:10.1353/tam.2005.0155. S2CID 143688536.
- Anderson, Rodney D. (1 травня 1988). Race and Social Stratification: A Comparison of Working-Class Spaniards, Indians, and Castas in Guadalajara, Mexico in 1821. Hispanic American Historical Review. 68 (2): 209—243. doi:10.1215/00182168-68.2.209.
- Andrews, Norah (April 2016). Calidad , Genealogy, and Disputed Free-colored Tributary Status in New Spain. The Americas. 73 (2): 139—170. doi:10.1017/tam.2016.35. S2CID 147913805.
- Burns, Kathryn. «Unfixing Race,» in Rereading the Black Legend: The Discourses of Religious and Racial Difference in the Renaissance Empires, ed. Margaret Greer et al. Chicago: University of Chicago Press 2007.
- Castleman, Bruce A (December 2001). Social Climbers in a Colonial Mexican City: Individual Mobility within the Sistema de Castas in Orizaba, 1777-1791. Colonial Latin American Review. 10 (2): 229—249. doi:10.1080/10609160120093796. S2CID 161154873.
- Chance, John K. Race and class in Colonial Oaxaca, Stanford, Stanford University Press, 1978.
- Cope, R. Douglas. The Limits of Racial Domination: Plebeian Society in Colonial Mexico City, 1660—1720. Madison: University of Wisconsin Press, 1994. ISBN 978-0-299-14044-1
- Fisher, Andrew B. and Matthew D. O'Hara, eds. Imperial Subjects: Race and Identity in Colonial Latin America. Durham: Duke University Press 2009.
- Garofalo, Leo J.; O'Toole, Rachel Sarah (2006). Introduction: Constructing Difference in Colonial Latin America. Journal of Colonialism and Colonial History. 7 (1). doi:10.1353/cch.2006.0027. S2CID 161860137.
- Giraudo, Laura (14 червня 2018). Casta(s), 'sociedad de castas' e indigenismo: la interpretación del pasado colonial en el siglo XX. Nuevo Mundo Mundos Nuevos. doi:10.4000/nuevomundo.72080. hdl:10261/167130.
- Gonzalbo Aizpuru, Pilar, «La trampa de las castas,» in Alberro, Solange y Gonzalbo Aizpuru, Pilar, La sociedad novohispana. Estereotipos y realidades, México, El Colegio de México, 2013, p. 15-193.
- Hill, Ruth. «Casta as Culture and the Sociedad de Castas a Literature,» in Interpreting Colonialism. ed. Byron Wells and Philip Stewart. New York: Oxford University Press 2004.
- Jackson, Robert H. Race, Caste, and Status: Indians in Colonial Spanish America. Albuquerque: University of New Mexico Press 1999.
- Leibsohn, Dana, and Barbara E. Mundy, «Reckoning with Mestizaje,» Vistas: Visual Culture in Spanish America, 1520—1820 (2015). http://www.fordham.edu/vistas.
- MacLachlan, Colin M. and Jaime E. Rodríguez O. The Forging of the Cosmic Race: A Reinterpretation of Colonial Mexico, expanded edition. Berkeley: University of California Press, 1990. ISBN 0-520-04280-8
- McCaa, Robert (1 серпня 1984). Calidad, Clase, and Marriage in Colonial Mexico: The Case of Parral, 1788-90. Hispanic American Historical Review. 64 (3): 477—501. doi:10.1215/00182168-64.3.477.
- Mörner, Magnus. Race Mixture in the History of Latin America. Boston: Little Brown, 1967.
- O'Crouley, Pedro Alonso. A Description of the Kingdom of New Spain. Translated and edited by Sean Galvin. John Howell Books 1972.
- O'Toole, Rachel Sarah. Bound Lives: Africans, Indians, and the Making of Race in Colonial Peru. Pittsburgh: University of Pittsburgh Press 2012. ISBN 978-0-8229-6193-2
- Pitt-Rivers, Julian, «Sobre la palabra casta», América Indígena, 36–3, 1976, pp. 559–586.
- Ramos-Kittrell, Jesús. Playing in the Cathedral: Music, Race, and Status in New Spain. New York: Oxford University Press 2016.
- Rosenblat, Angel. El mestizaje y las castas coloniales: La población indígena y el mestizaje en América. buenos Aires, Editorial Nova 1954.
- Seed, Patricia. To Love, Honor, and Obey in Colonial Mexico: Conflicts Over Marriage Choice, 1574—1821. Stanford: Stanford University Press, 1988. ISBN 978-0-8047-1457-0
- Seed, Patricia (1 листопада 1982). Social Dimensions of Race: Mexico City, 1753. Hispanic American Historical Review. 62 (4): 569—606. doi:10.1215/00182168-62.4.569.
- Twinam, Ann. Purchasing Whiteness: Pardos, Mulatos, and the Quest for Social Mobility in the Spanish Indies. Stanford: Stanford University Press 2015.
- Valdés, Dennis Nodín (1978). The decline of the sociedad de castas in Mexico City (Дипломна робота). University of Michigan. OCLC 760496135.
- Vinson, Ben III. Before Mestizaje: The Frontiers of Race and Caste in Colonial Mexico. New York: Cambridge University Press 2018 ISBN 978-1-107-67081-5
- Wade, Peter (May 2005). Rethinking Mestizaje : Ideology and Lived Experience. Journal of Latin American Studies. 37 (2): 239—257. doi:10.1017/S0022216X05008990. S2CID 96437271.

### Картина «Касти»
- Carrera, Magali M. Imagining Identity in New Spain: Race, Lineage, and the Colonial Body in Portraiture and Casta Paintings. Austin, University of Texas Press, 2003. ISBN 978-0-292-71245-4
- Cummins, Thomas B. F. (2006). Review of Casta Paintings: Images of Race in Eighteenth-Century Mexico, ; Imagining Identity in New Spain: Race, Lineage, and the Colonial Body in Portraiture and Casta Paintings. The Art Bulletin. 88 (1): 185—189. JSTOR 25067234.
- Dean, Carolyn; Leibsohn, Dana (June 2003). Hybridity and Its Discontents: Considering Visual Culture in Colonial Spanish America. Colonial Latin American Review. 12 (1): 5—35. doi:10.1080/10609160302341. S2CID 162937582.
- Earle, Rebecca (2016). The Pleasures of Taxonomy: Casta Paintings, Classification, and Colonialism (PDF). The William and Mary Quarterly. 73 (3): 427—466. doi:10.5309/willmaryquar.73.3.0427. S2CID 147847406.
- Estrada de Gerlero, Elena Isabel. «Representations of 'Heathen Indians' in Mexican Casta Painting,» in New World Orders, Ilona Katzew, ed. New York: Americas Society Art Gallery 1996.
- García Sáiz, María Concepción. Las castas mexicanas: Un género pictórico americano. Milan: Olivetti 1989.
- García Sáiz, María Concepción, «The Artistic Development of Casta Painting,» in New World Orders, Ilona Katzew, ed. New York: Americas Society Art Gallery, 1996.
- Katzew, Ilona. «Casta Painting: Identity and Social Stratification in Colonial Mexico,» New York University, 1996.
- Katzew, Ilona, ed. New World Orders: Casta Painting and Colonial Latin America. New York: Americas Society Art Gallery 1996.